# Wivenhoe
Wivenhoe est une ville dans l'Essex en Angleterre. La localité est située dans le district de Colchester. Située à 36.1 kilomètres de Chelmsford, sa population est de 7637 habitants (2011) Dans le Domesday Book de 1086, elle est citée comme Wiunhou.